# Willa „Jolancin” w Milanówku
Willa „Jolancin” – zabytkowa willa położona przy ul. Charci Skok 6 w Milanówku, w powiecie grodziskim, w województwie mazowieckim.

## Budowa
Budynek zbudowano na kamiennym wysokim cokole, który przechodzi na parterze w kamienne podcienia arkadowe. Wejście do budynku znajduje się od bocznej, wschodniej strony. Od ulicy wzdłuż pierwszej kondygnacji ciągnie się długi balkon. Wysokie prostokątne okna dwudzielne oraz trójdzielne zamknięte są formą półokrągłą oraz koszową. Dwie obszerne werandy obudowane drewnem znajdują się od strony ulicy Warszawskiej oraz od Prostej. 
Dom kryty jest półszczytowym dachem, z motywami zdobniczymi w kształcie zachodzącego słońca oraz licznymi werandami a także poddaszowymi „facjatowymi” pokojami. Styl zakopiański odznacza się tutaj finezyjnym opracowaniem bryły z licznymi załomami, uskokami, zadaszeniami. Widoczny jest także w kamiennych elementach oraz w stromym pochyleniu dachu i formach szczytów dachowych wraz z mansardowymi oknami poddaszowymi. Część wieżową wieńczy dach w typie zakopiańskim, podobnie nakryty jednopiętrowy ryzalit obudowany drewnianym szalunkiem oraz wystawa dachu drugiego piętra.

## Historia
Willa powstała około 1925 w tzw. stylu zakopiańskim. Nazwa budynku pochodzi prawdopodobnie od imienia córki ówczesnych właścicieli Sekułowiczów. W sierpniu 2015 obiekt został wpisany do wojewódzkiego rejestru zabytków. 
20 marca 2016 w willi wybuchł pożar. Straż Pożarna ewakuowała 20 mieszkańców. Akcja gaśnicza trwała przez 11 godzin. W lipcu 2016 wojewódzki konserwator zabytków zalecił odbudowę obiektu od podstaw. Gmina jest częściowym udziałowcem we własności prywatnej willi Jolancin. Pozostałych kilku współudziałowców nie może dojść do porozumienia w kwestii odbudowy oraz podziału kosztów remontu. 